# Themba (Roman)
Themba ist ein Roman für Jugendliche und Erwachsene des deutsch-niederländischen Autors Lutz van Dijk. Es erschien erstmals 2006 im Münchner Verlag cbt und wurde mittlerweile in 13 Sprachen übersetzt. Der Roman handelt von einem südafrikanischen Jungen namens Themba, der eine Leidenschaft für Fußball hat und erfährt, dass er HIV-positiv ist. Auch seine Mutter wird von seinem angeblichen Onkel mit AIDS infiziert. Trotzdem gibt er seine Familie und seinen Eifer im Fußballspielen nicht auf.
Im Jahr 2010 wurde er unter dem Titel Themba – Das Spiel seines Lebens unter Mitwirkung der Regisseurin Stefanie Sycholt verfilmt.

## Ausgaben
- Lutz van Dijk: Themba. cbt Verlag, München 2006, ISBN 978-3-570-30459-4.